# Galeria Nacional de Finlàndia

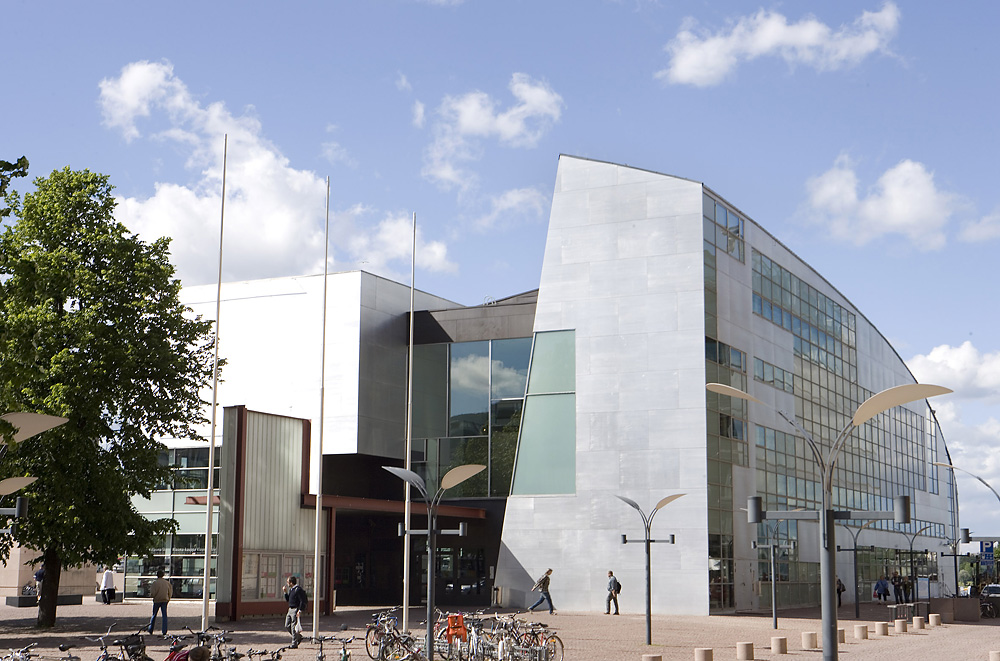
Museu d'art contemporani Kiasma.

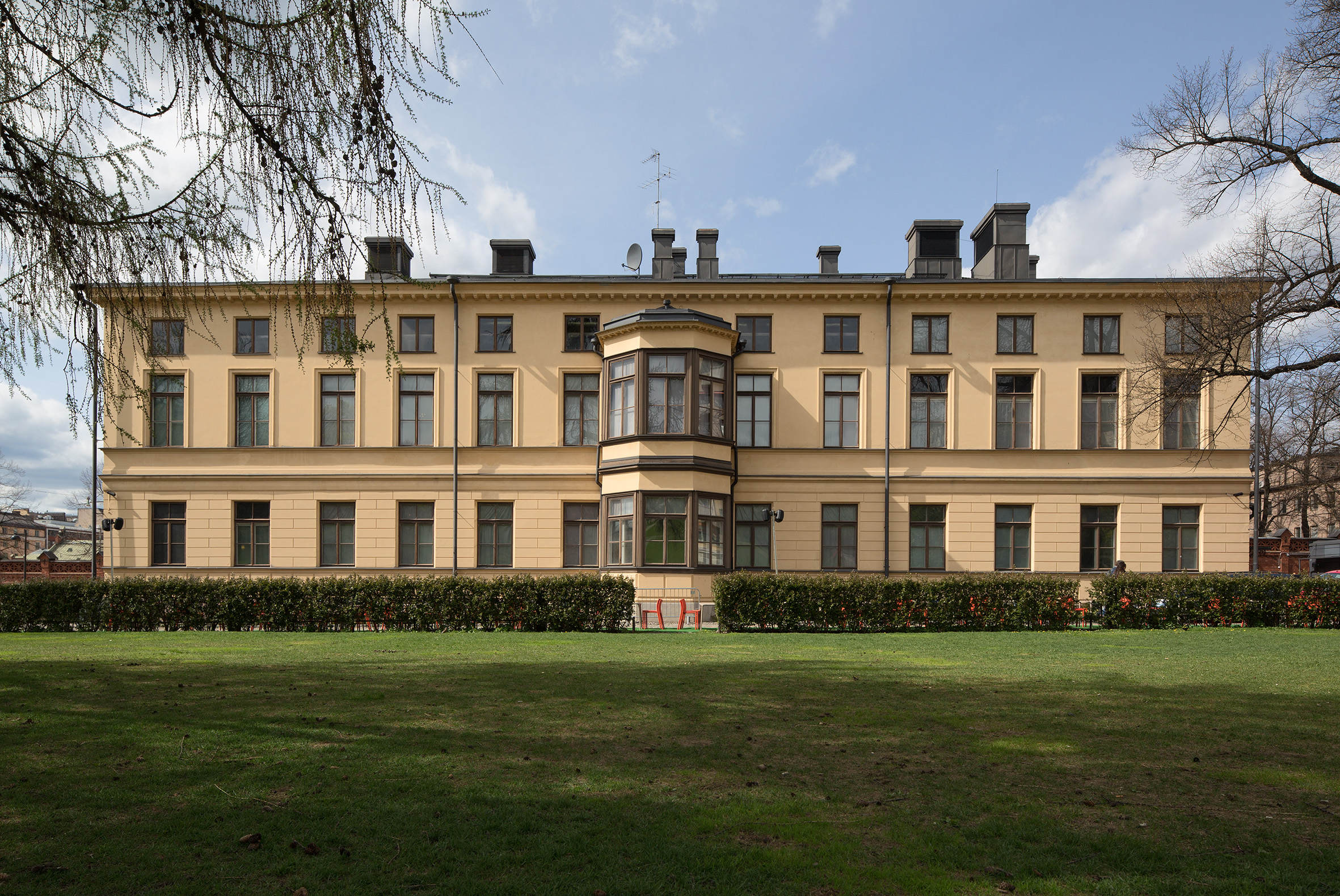
Museu d'art Sinebrychoffin

Galeria Nacional de Finlàndia (finès:Suomen Kansallisgalleria, suec:Finlands Nationalgalleri) és un museu de belles arts a nivell nacional, que treballa per enfortir el patrimoni cultural i la promoció de l'educació artística. Està format per un complex de tres Museus d'Art a Hèlsinki, que inclou el Museu d'Art Ateneum, el Museu d'Art Contemporani Kiasma i el Museu d'Art Sinebrychoff.
La Galeria Nacional és una fundació pública independent, amb la missió de tenir cura del manteniment de la col·lecció d'exposicions així com participar en activitats d'investigació i en el desenvolupament del sector dels museus. La col·lecció de la Galeria Nacional es compon d'obres d'art, materials i objectes d'arxiu.

## Col·leccions
El museu d'art Sinebrychoff té pintures dels pintors estrangers Giovanni Boccati, Giovanni Benedetto Castiglione, Govaert Flinck, Rembrandt, Jan Cook, Jan Van Goyen, Carl Wilhelm de Hamilton, Lucas Cranach el Vell, Jurgen Forns, Frans Wouters, Hieronymous Francken II, Joshua Reynolds, Antoine Watteau, François Boucher, Carl Von Breda, Alexander Roslin i Jacob Björck. Compta amb una col·lecció considerable de miniatures sueques.
L'Ateneum és un museu d'art predominantment finlandès amb pintures de destacats pintors finlandesos com Albert Edelfelt, Eero Jarnevelt, Helene Scherfbeck, Pekka Hallönen, Hugo Simberg, Akseli Gallen-Kallela i Fanny Churberg.
La Galeria Nacional de Finlàndia posseeix 80 dels 82 gravats a l'aiguafort que componen la sèrie 'Els desastres de la guerra', realitzada per Francisco de Goya entre 1810 i 1814 durant la guerra de la independència espanyola contra les tropes franceses. Les làmines van ser donades en 1901 per un col·leccionista privat i van ser elaborades després de la mort de Goya a partir dels originals.